# Zenit (métro de Saint-Pétersbourg)
Pour les articles homonymes, voir Zenit.
Zenit (en russe : Зенит) est une station de la ligne 3 du métro de Saint-Pétersbourg. Elle est située sur la rive ouest de l'île Krestovski, dans le raïon de Petrograd, à Saint-Pétersbourg en Russie. Elle dessert notamment le Stade de Saint-Pétersbourg du club Zénith Saint-Pétersbourg.
Mise en service en 2018, elle est desservie par les rames de la ligne 3 du métro de Saint-Pétersbourg.

## Situation sur le réseau

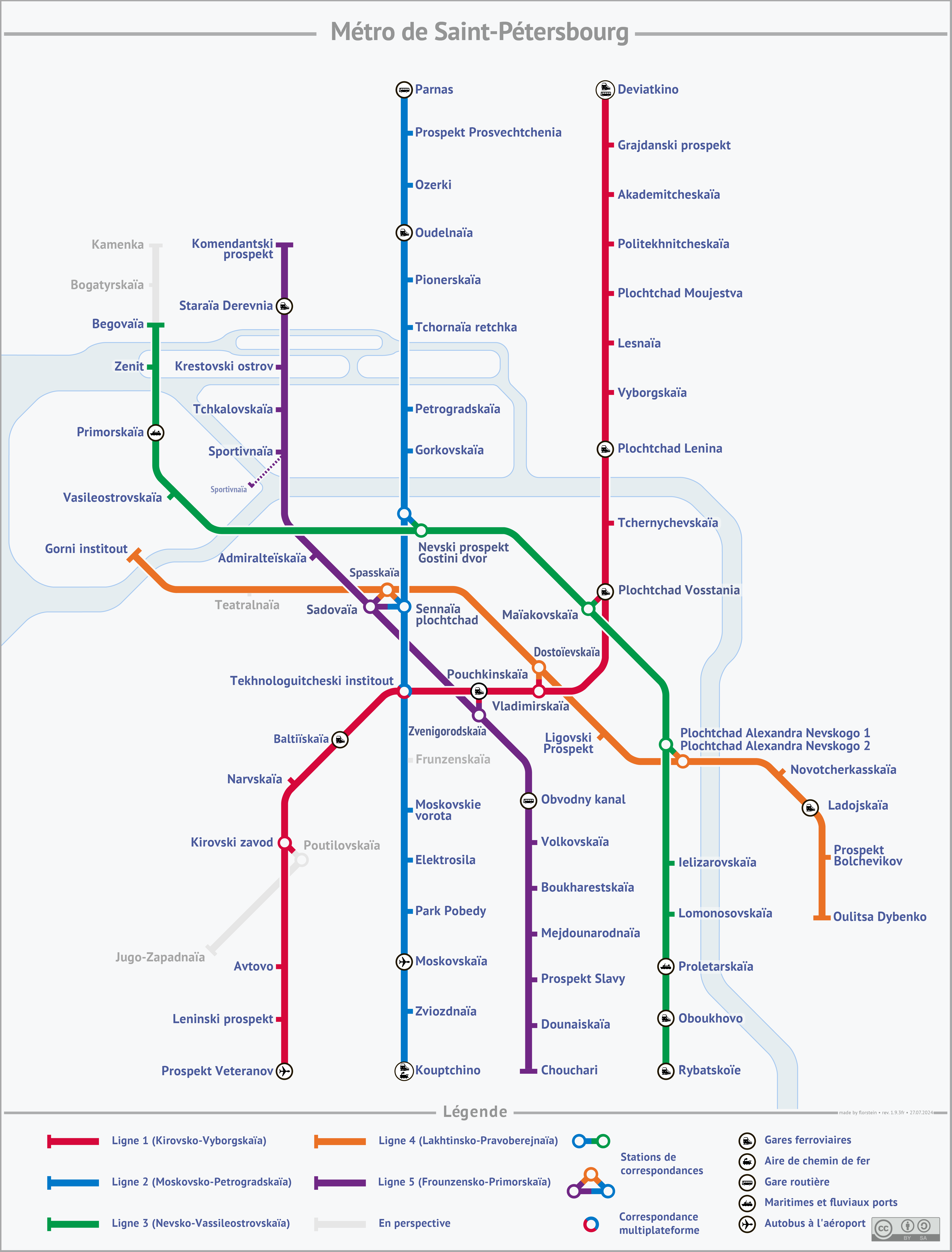
Plan du métro.

Établie en souterrain à 23 m de profondeur, Zenit est une station de passage de la ligne 3 du métro de Saint-Pétersbourg. Elle est située entre la station Begovaïa, terminus nord-ouest, et la station Primorskaïa, en direction du terminus sud-est Rybatskoïe.
La station dispose d'un quai central encadré par les deux voies de la ligne, elle est équipée de portes palières.

## Histoire
La station, alors dénommée Novokrestovskaïa est mise en service le 26 mai 2018, lors de l'ouverture à l'exploitation du prolongement de Primorskaïa au nouveau terminus de Begovaïa.
En 2020, elle est temporairement fermée, pour notamment des travaux d'amélioration des circulations, du 2 avril au 10 juillet, puis elle est renommée Zenit le 14 août.

Installations au niveau du sol
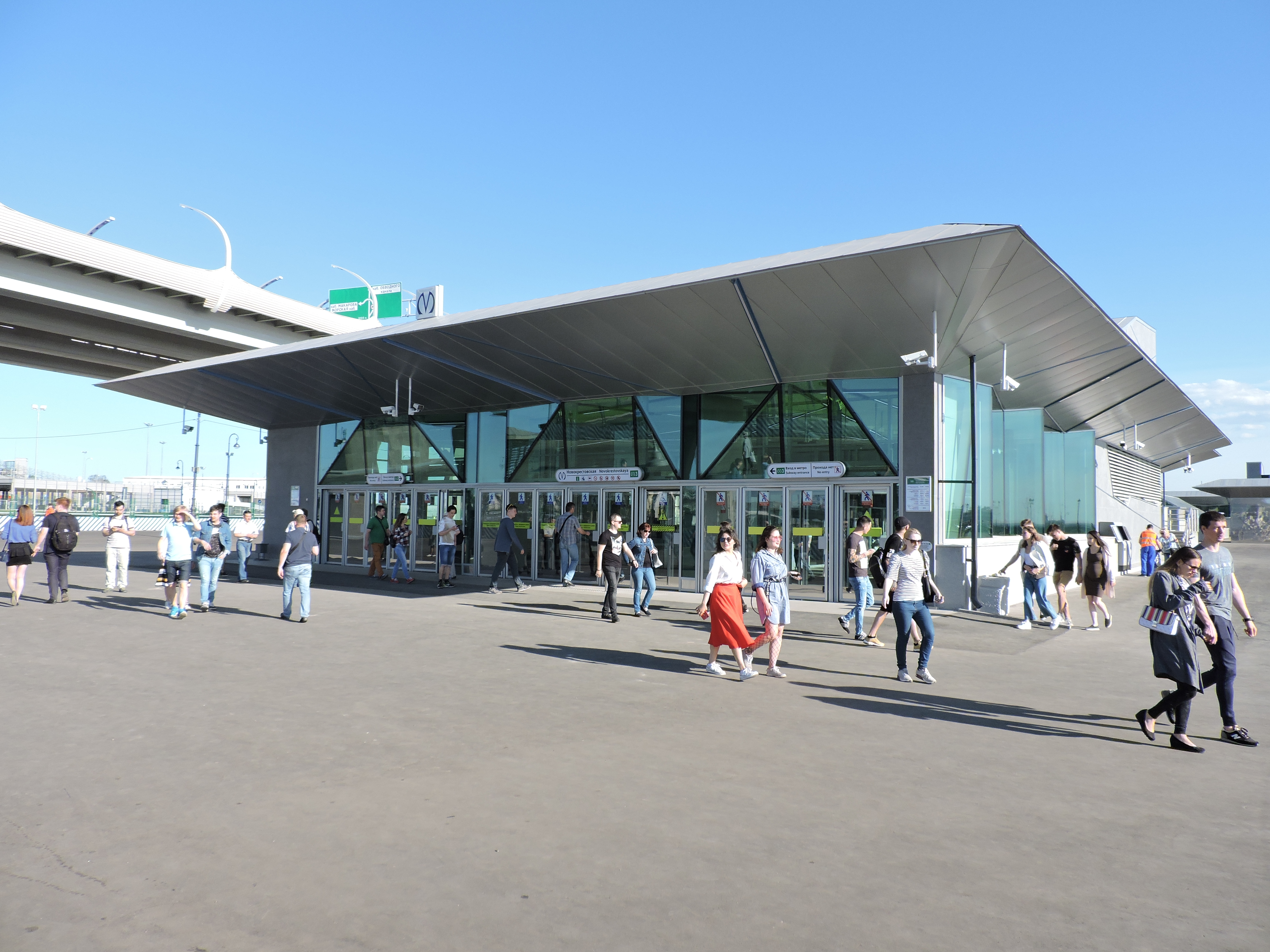
Pavillon nord.
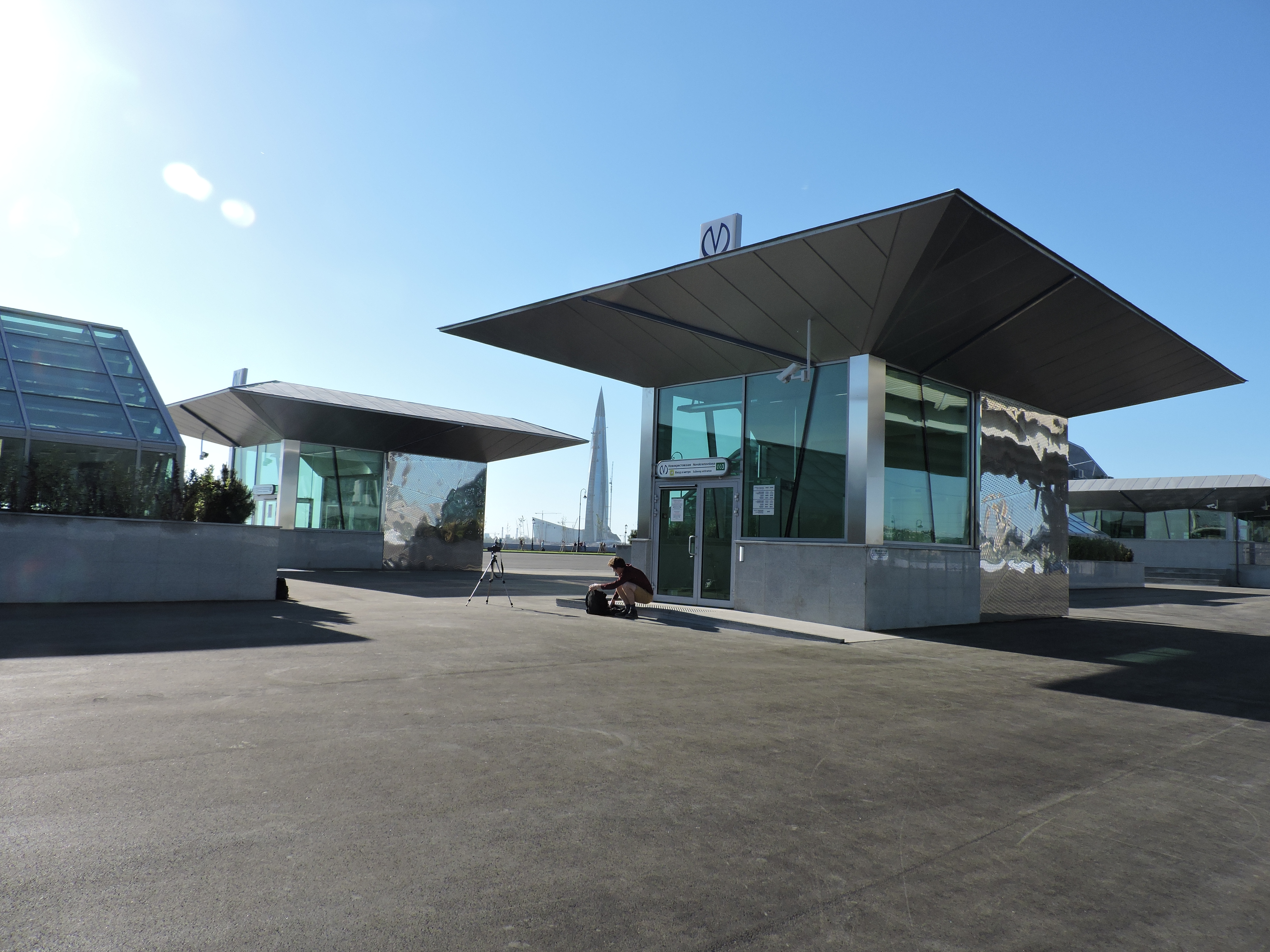
Pavillons ascenseurs.
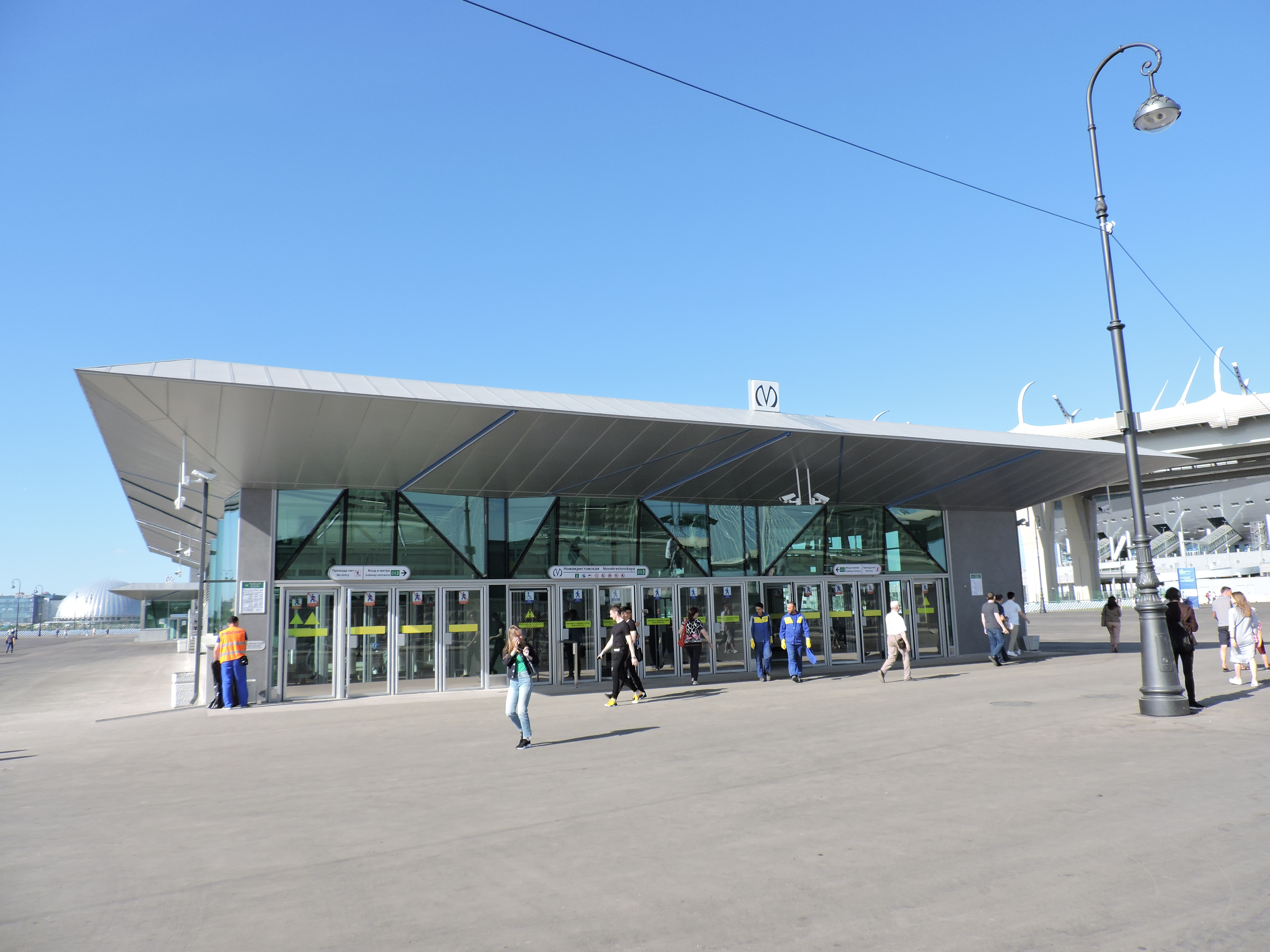
Pavillon sud.

## Services aux voyageurs

### Accès et accueil
Principalement ouverte pour la desserte du stade, elle dispose de deux pavillons de surface, situé au nord et au sud, chacun étant en relation avec les quais par des escaliers mécaniques. Elle dispose également deux petits pavillons, en surface, pour les ascenseurs directement reliés avec les quais et ouverts aux voyageurs.

Installations
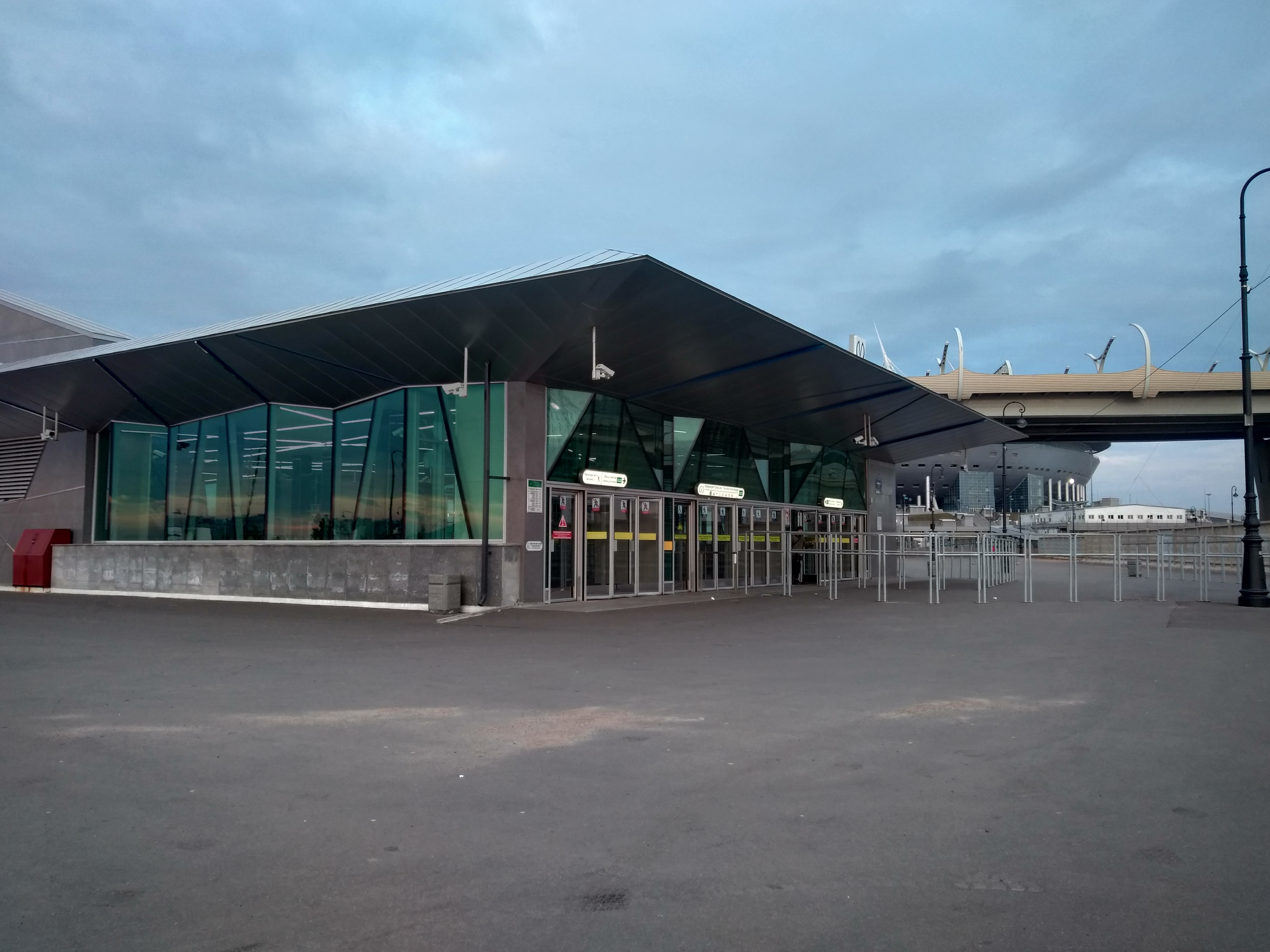
Pavillon et stade.
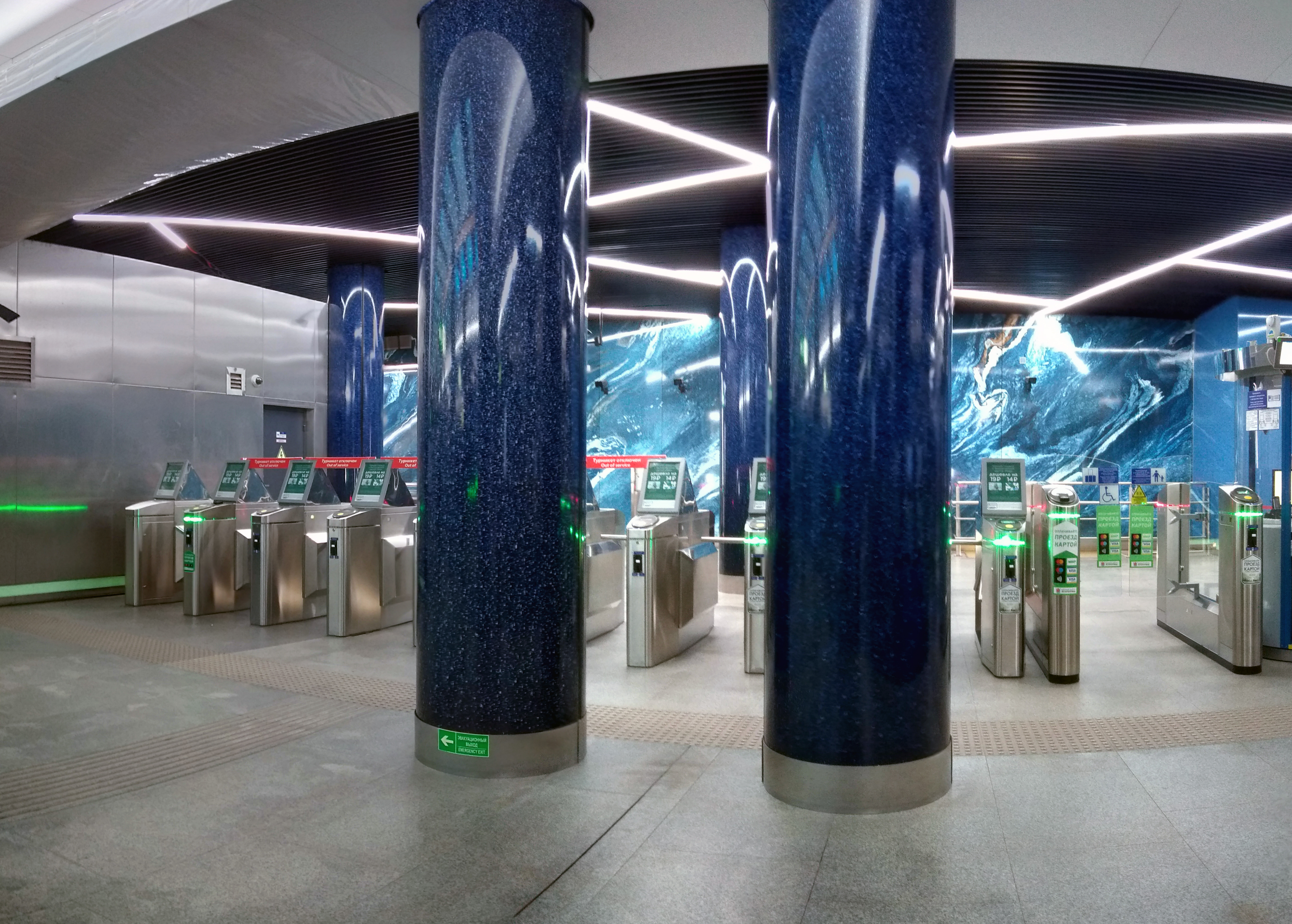
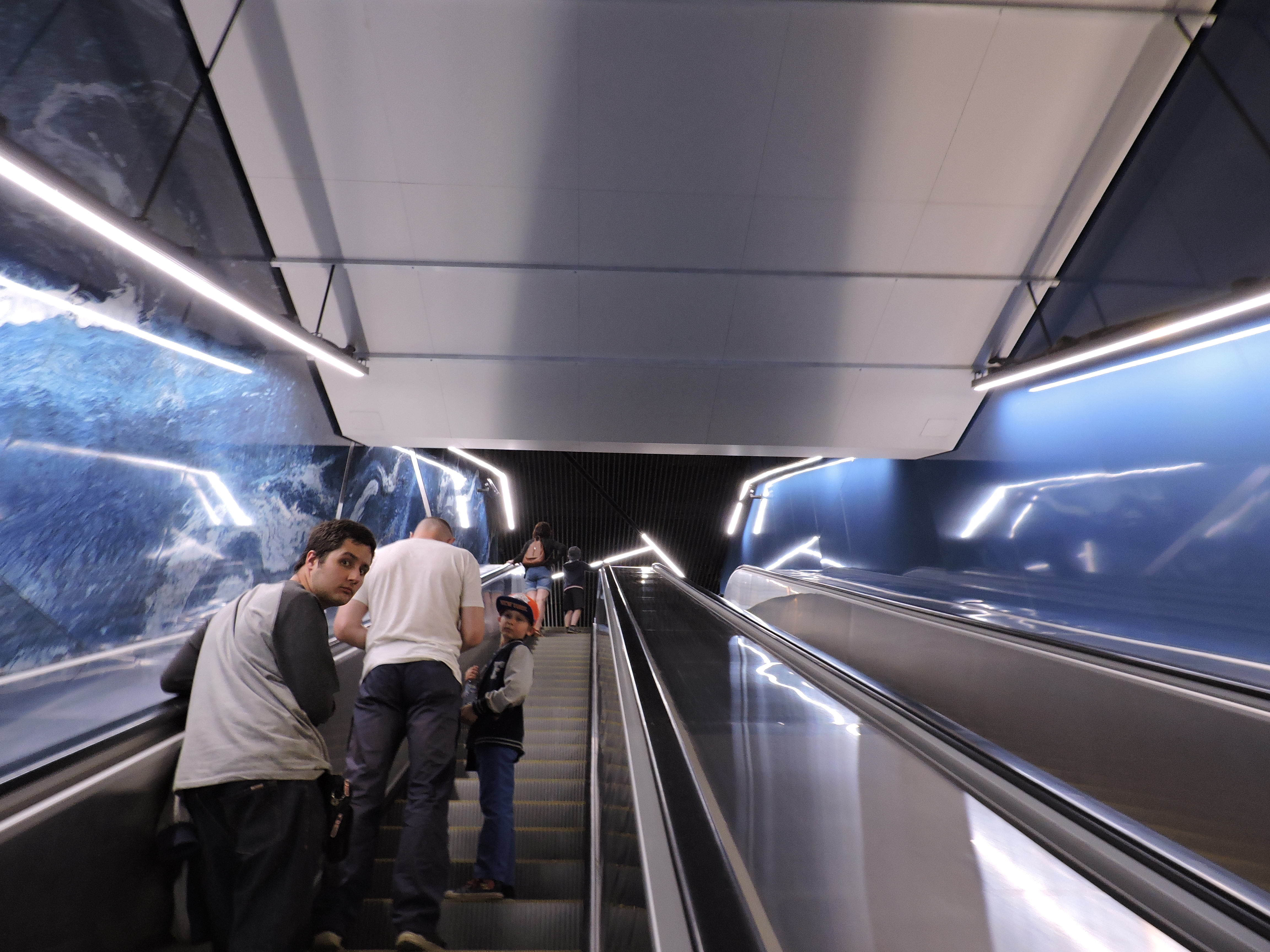

### Desserte
Begovaïa est desservie par les rames de la ligne 3 du métro de Saint-Pétersbourg. Les quais sont équipés de portes palières.

Installations et desserte
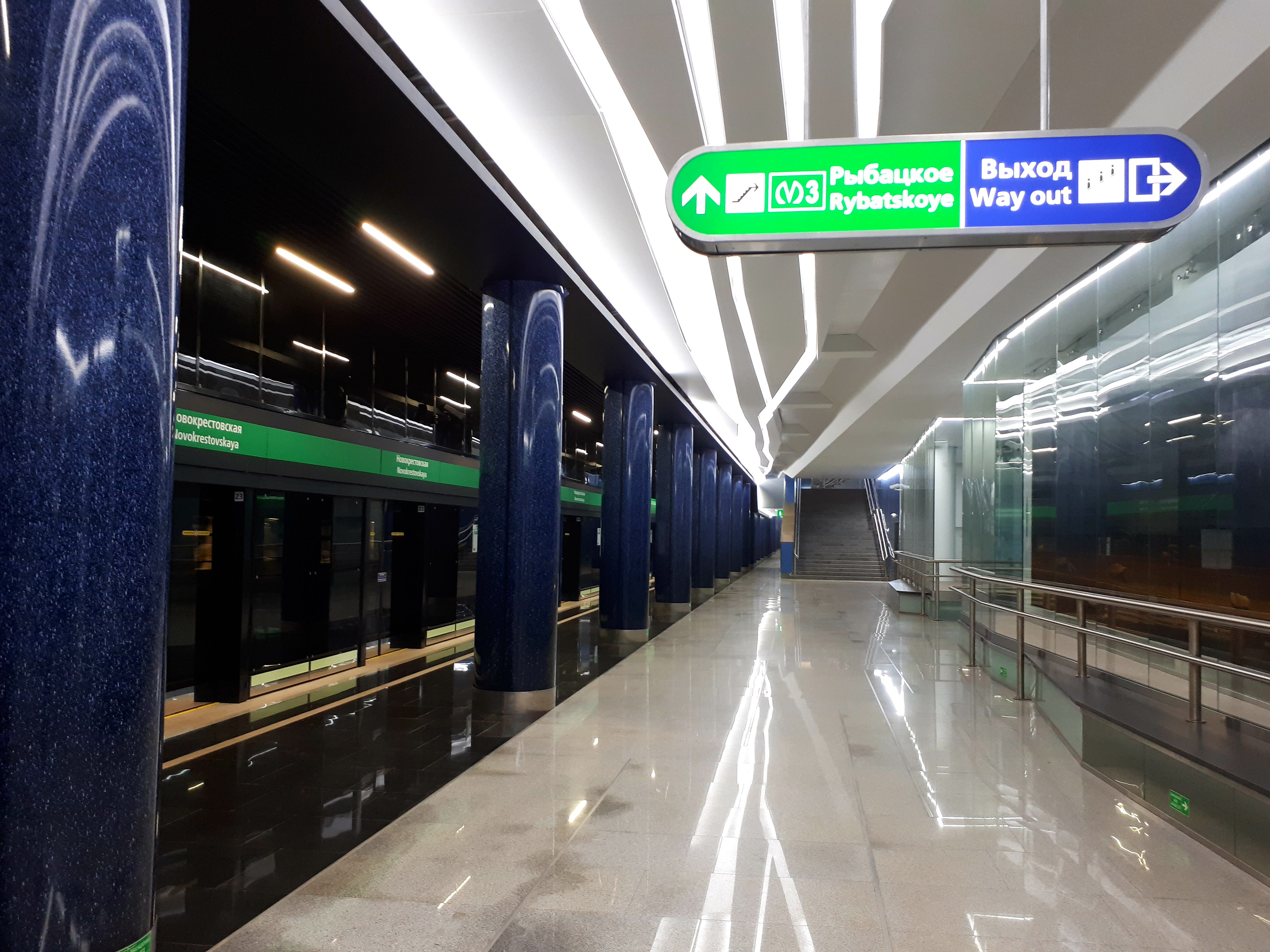
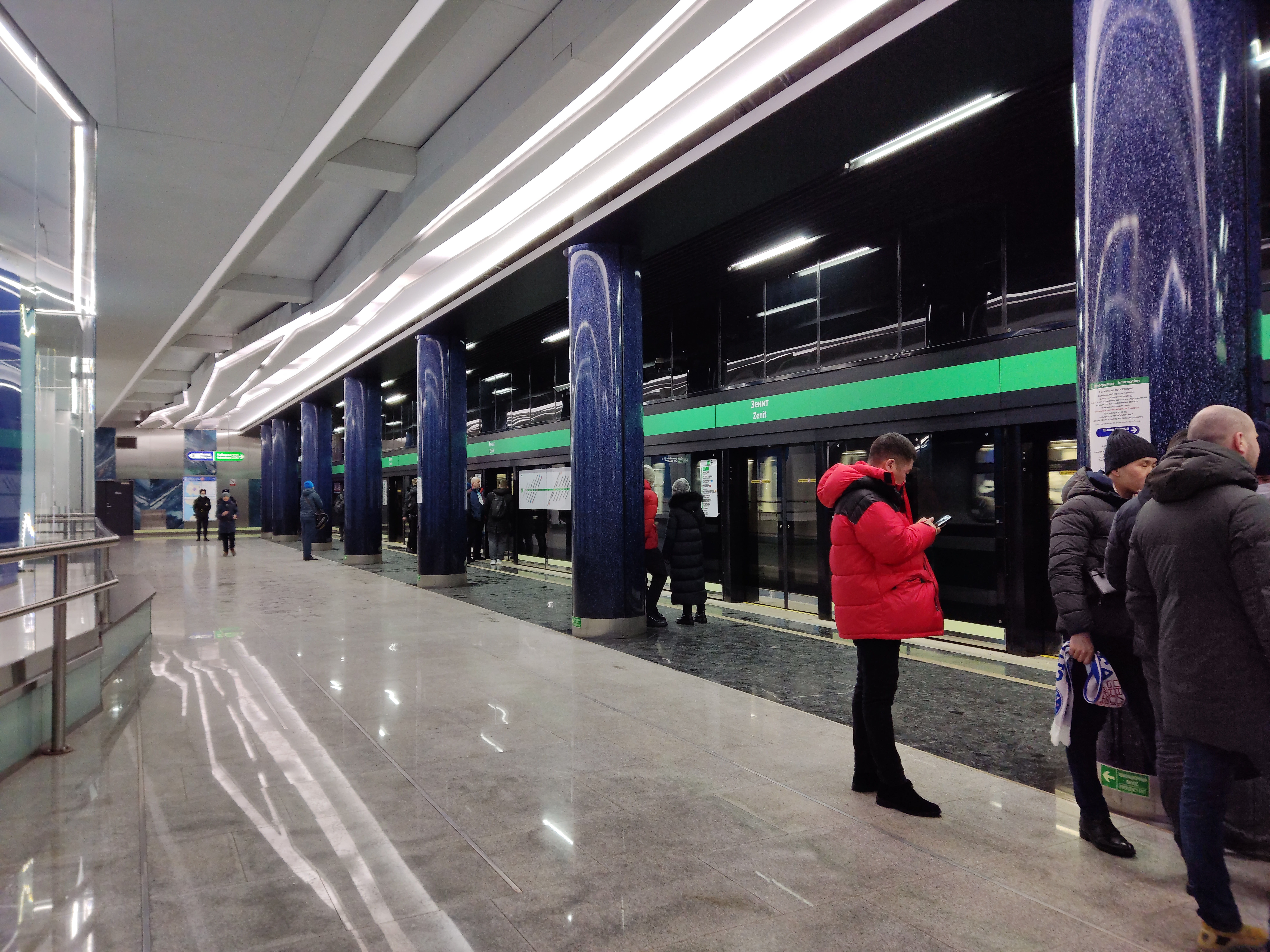
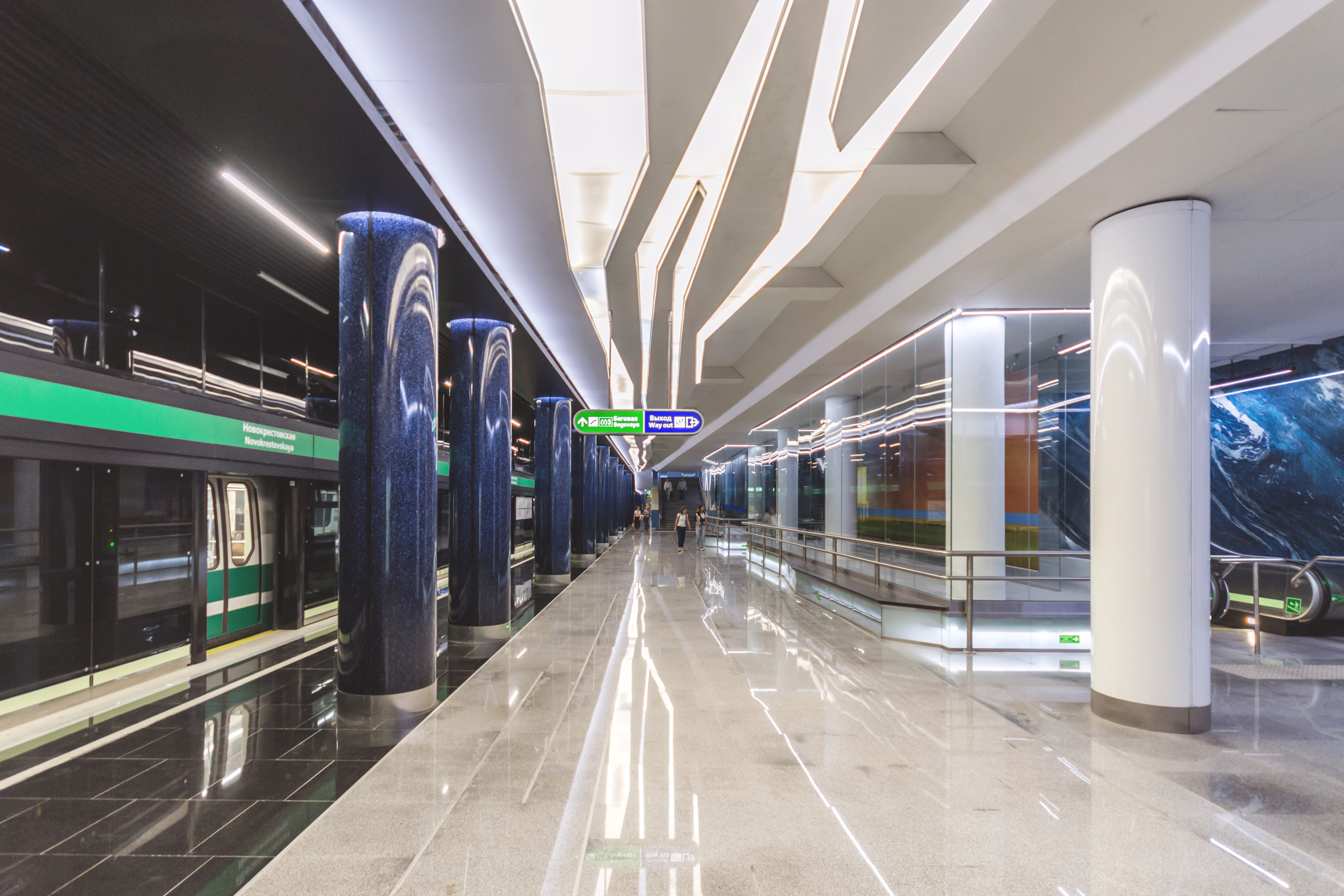

### Intermodalité
La station est le seul système de transport en commun situé à proximité immédiate du stade.

## À proximité
- Île Krestovski
- Parc maritime de la Victoire
- Stade de Saint-Pétersbourg